# ارزه خوران
ارزه خوران یک روستا در ایران است که در دهستان اوریاد واقع شده‌است. ارزه خوران ۲۴۳ نفر جمعیت دارد.